# DTest
dTest – czeskie czasopismo poświęcone tematyce konsumenckiej. Projekt został zapoczątkowany w 1992 roku.
Magazyn zajmuje się testowaniem produktów oraz ochroną i promocją praw konsumenckich, m.in. poprzez ostrzeganie przed nieuczciwymi praktykami biznesowymi i budowanie stale aktualizowanej bazy niebezpiecznych produktów.
Czasopismo założyła dziennikarka Ida Rozová, która pełniła także funkcję redaktora naczelnego. W latach 1994–2013 było wydawane przez stowarzyszenie Občanské sdružení spotřebitelů Test; obecnie jego wydawcą jest DTest, o.p.s. W 2020 roku funkcję redaktora naczelnego pełniła Hana Hoffmanová.